# Cotignola
Cotignola là một đô thị ở tỉnh Ravenna trong vùng Emilia-Romagna, tọa lạc khoảng 50 km về phía đông nam của Bologna và khoảng 20 km về phía tây của Ravenna.
Cotignola là nơi sinh của Muzio Attendolo.
Cotignola giáp các đô thị sau: Bagnacavallo, Bagnara di Romagna, Faenza, Lugo, Solarolo.
Cotignola includes several small towns: Barbiano, Budrio và San Severo.

## Thành phố kết nghĩa
- Hüttlingen, Đức, từ năm 2007